# 梅索波利斯
梅索波利斯是巴西圣保罗州的一个市镇。总面积149.714平方公里，总人口1871人，人口密度12.5人/平方公里。